# 细圆藤小煤炱
细圆藤小煤炱（学名：Meliola pericampyli）是属于小煤炱目小煤炱科小煤炱属的一种真菌，寄生在细圆藤属植物上。该种分布于台湾。